# فهرست رکوردهای جهانی شنا
این مقاله فهرستی از رکوردهای جهانی شنا در مسابقات مختلف شنا است.

## مسافت بلند (۵۰ متر)

### مرد
| رویداد                   | زمان     |    | نام                                                                                   | ملیت                | تاریخ           | رقابت                         | میزبان             | منبع          |
| ------------------------ | -------- | -- | ------------------------------------------------------------------------------------- | ------------------- | --------------- | ----------------------------- | ------------------ | ------------- |
| ۵۰ متر آزاد              | ۲۰٫۹۱    |    | سزار سیه‌لو                                                                            | برزیل               | ۱۸ دسامبر ۲۰۰۹  | مسابقات برزیل                 | سائوپائولو, برزیل  | [ ۱ ] [ ۲ ]   |
| شنا ۱۰۰ متر آزاد         | ۴۶٫۴۰    |    | پان ژانله                                                                             | چین                 | ۳۱ ژوئیه ۲۰۲۴   | بازی‌های المپیک                | پاریس, فرانسه      | [ ۳ ] [ ۴ ]   |
| ۲۰۰ متر آزاد             | ۱:۴۲٫۰۰  |    | پل بیدرمن                                                                             | آلمان               | ۲۸ ژوئیه ۲۰۰۹   | مسابقات جهانی                 | رم, ایتالیا        | [ ۵ ] [ ۶ ]   |
| ۴۰۰ متر آزاد             | ۳:۴۰٫۰۷  |    | پل بیدرمن                                                                             | آلمان               | ۲۶ ژوئیه ۲۰۰۹   | مسابقات جهانی                 | رم, ایتالیا        | [ ۷ ] [ ۸ ]   |
| ۸۰۰ متر آزاد             | ۷:۳۲٫۱۲  |    | ژانگ لین (شناگر)                                                                      | چین                 | ۲۹ ژوئیه ۲۰۰۹   | مسابقات جهانی                 | رم, ایتالیا        | [ ۹ ] [ ۱۰ ]  |
| ۱۵۰۰ متر آزاد            | ١٤:٣٠,٦٧ |    | رابرت فینکه                                                                           | ایالات متحده آمریکا | ۴ اوت ۲۰۲۴      | بازی‌های المپیک                | پاریس, فرانسه      | [ ۱۱ ] [ ۱۲ ] |
| ۵۰ متر کرال پشت          | ٢٢٫۱۱    |    | كليمنت كولسنيكوف                                                                      | روسیه               |                 | قهرمانی روسیه                 | کازان, روسیه       | [ ۱۳ ]        |
| ۱۰۰ متر کرال پشت         | ۵۱٫۶۰    |    | توماس چِکون                                                                            | ایتالیا             | ۲۰ ژوئن ۲۰۲۲    | قهرمانی ورزش‌های آبی جهان فینا | بوداپست, مجارستان  | [ ۱۴ ] [ ۱۵ ] |
| ۲۰۰ متر کرال پشت         | ۱:۵۱٫۹۲  |    | ایرن پیرسل                                                                            | ایالات متحده آمریکا | ۳۱ ژوئیه ۲۰۰۹   | مسابقات جهانی                 | رم, ایتالیا        | [ ۱۶ ] [ ۱۷ ] |
| ۵۰ متر قورباغه           | ۲۵٫۹۵    | sf | آدام پیتی                                                                             | بریتانیای کبیر      | ۲۵ ژوئیه ۲۰۱۷   | مسابقات قهرمانی جهان          | بوداپست, مجارستان  | [ ۱۸ ] [ ۱۹ ] |
| ۱۰۰ متر قورباغه          | ۵۶٫۸۸    | sf | آدام پیتی                                                                             | بریتانیای کبیر      | ۲۱ ژوئیه ۲۰۱۹   | مسابقات قهرمانی جهان          | گوانگجو, کره جنوبی | [ ۲۰ ] [ ۲۱ ] |
| ۲۰۰ متر قورباغه          | ۲:۰۷٫۰۱  |    | آکیهیرو یاماگوچی                                                                      | ژاپن                | ۱۵ سپتامبر ۲۰۱۲ | بازی‌های ملی                   | گیفو (شهر), ژاپن   | [ ۲۲ ]        |
| ۵۰ متر پروانه            | ۲۲٫۲۷    |    | آندری هووروف                                                                          | اوکراین             | ۱ ژوئیه ۲۰۱۸    | جام ست کولى                   | رم, ایتالیا        | [ ۲۳ ] [ ۲۴ ] |
| ۱۰۰ متر پروانه           | ۴۹٫۴۵    |    | کائلب درسل                                                                            | ایالات متحده آمریکا | ۳۱ ژوئیه ۲۰۲۱   | بازی‌های المپیک تابستانی       | توکیو, ژاپن        | [ ۲۵ ] [ ۲۶ ] |
| ۲۰۰ متر پروانه           | ۱:۵۰٫۳۴  |    | کریستوف میلاک                                                                         | مجارستان            | ۲۱ ژوئن ۲۰۲۲    | قهرمانی ورزش‌های آبی جهان فینا | بوداپست, مجارستان  | [ ۲۷ ] [ ۲۸ ] |
| ۲۰۰ متر مختلط            | ۱:۵۲٫۶۹  | sf | لئون مارشان                                                                           | فرانسه              | ۳۰ ژوئیه ۲۰۲۵   | مسابقات جهانی                 | سنگاپور, سنگاپور   | [ ۲۹ ]        |
| ۴۰۰ متر مختلط            | ۴:۲۰٫۵۰  |    | لئون مارشان                                                                           | فرانسه              | ۲۳ ژوئیه ۲۰۲۳   | قهرمانی ورزش‌های آبی جهان فینا | فوکوئوکا, ژاپن     | [ ۳۰ ]        |
| ۴ × ۱۰۰ متر آزاد امدادی  | ۳:۰۸٫۲۴  |    | (۴۷٫۵۱) مایکل فلپس (۴۷٫۰۲) گرت وبر-گیل (۴۷٫۶۵) کالن جونز (۴۶٫۰۶) جیسون لازاک          | ایالات متحده آمریکا | ۱۱ اوت ۲۰۰۸     | بازی‌های المپیک                | پکن, چین           | [ ۳۱ ] [ ۳۲ ] |
| ۴ × ۲۰۰ متر آزاد امدادی  | ۶:۵۸٫۵۵  |    | (۱:۴۴٫۴۹) مایکل فلپس (۱:۴۴٫۱۳) ریکی برنز (۱:۴۵٫۴۷) دیوید والترز (۱:۴۴٫۴۶) رایان لاکتی | ایالات متحده آمریکا | ۳۱ ژوئیه ۲۰۰۹   | مسابقات جهانی                 | رم, ایتالیا        | [ ۳۳ ] [ ۳۴ ] |
| ۴ × ۱۰۰ متر مختلط امدادی | ۳:۲۶٫۷۸  |    | (۵۲٫۳۱) رایان مورفی (۵۸٫۴۹) مایکل اندرو (۴۹٫۰۳) کائلب درسل (۴۶٫۹۵) زاک اپل            | ایالات متحده آمریکا | ۱ اوت ۲۰۲۱      | المپیک تابستانی ۲۰۲۰          | توکیو, ژاپن        | [ ۳۵ ]        |

Legend: # – Record awaiting ratification by FINA; 
 Records not set in finals: h – heat; sf – semifinal; r – relay 1st leg; rh – relay heat 1st leg; b – B final; † – en route to final mark; tt – time trial 

### زن
</ref>}}
| رویداد                   | زمان     |      | نام                                                                                     | ملیت                | تاریخ          | رقابت                           | میزبان                             | منبع          |
| ------------------------ | -------- | ---- | --------------------------------------------------------------------------------------- | ------------------- | -------------- | ------------------------------- | ---------------------------------- | ------------- |
| ۵۰ متر آزاد              | ۲۳٫۶۱    | sf   | سارا خستروم                                                                             | سوئد                | ۲٬۰۲۳ ژوئیه ۲۹ | مسابقات جهانی                   | فوکوئوکا, ژاپن                     | [ ۳۶ ] [ ۳۷ ] |
| ۱۰۰ متر آزاد             | ۵۱٫۷۱    | r    | سارا خستروم                                                                             | سوئد                | ۲۳ ژوئیه ۲۰۱۷  | مسابقات قهرمانی جهان            | بوداپست, مجارستان                  | [ ۳۸ ]        |
| ۲۰۰ متر آزاد             | ۱:۵۲٫۲۳  |      | آریارن تیتموس                                                                           | استرالیا            | ۱۲ ژوئن ۲۰۲۴   | مسابقات انتخابی المپیک استرالیا | بریزبن, استرالیا                   | [ ۳۹ ]        |
| ۴۰۰ متر آزاد             | ۳:۵۴٫۱۸  |      | سامر مکینتاش                                                                            | کانادا              | ۷ ژوئن ۲۰۲۵    | مسابقات انتخابی کانادا          | ویکتوریا (بریتیش کلمبیا), کانادا   | [ ۴۰ ] [ ۴۱ ] |
| ۸۰۰ متر آزاد             | ۸:۰۴٫۱۲  |      | کیتی لیدکی                                                                              | ایالات متحده آمریکا | ۳ مه ۲۰۲۵      | سری مسابقات حرفه‌ای شنا تایر     | فورت لادردیل, ایالات متحده آمریکا  | [ ۴۲ ]        |
| ۱۵۰۰ متر آزاد            | ۱۵:۲۰٫۴۸ |      | کیتی لدکی                                                                               | ایالات متحده آمریکا | ۱۶ مه ۲۰۱۸     | سری مسابقات شنا حرفه ای         | ایندیاناپولیس, ایالات متحده آمریکا | [ ۴۳ ]        |
| ۵۰ متر کرال پشت          | ۲۷٫۰۶    |      | ژائو جینگ                                                                               | چین                 | ۳۰ ژوئیه ۲۰۰۹  | مسابقات جهانی                   | رم, ایتالیا                        | [ ۴۴ ] [ ۴۵ ] |
| ۱۰۰ متر کرال پشت         | ۵۸٫۱۲    |      | جما اسپوفورت                                                                            | بریتانیای کبیر      | ۲۸ ژوئیه ۲۰۰۹  | مسابقات جهانی                   | رم, ایتالیا                        | [ ۴۶ ] [ ۴۷ ] |
| ۲۰۰ متر کرال پشت         | ۲:۰۴٫۰۶  |      | میسی فرانکلین                                                                           | ایالات متحده آمریکا | ۳ اوت ۲۰۱۲     | بازی‌های المپیک                  | لندن, بریتانیا                     | [ ۴۸ ]        |
| ۵۰ متر قورباغه           | ۲۳٫۶۱    |      | روتا میلوتایت                                                                           | لیتوانی             | ۲٬۰۲۳ ژوئیه ۳۰ | مسابقات جهانی                   | فوکوئوکا, ژاپن                     | [ ۴۹ ]        |
| ۱۰۰ متر قورباغه          | ۱:۰۴٫۳۵  | sf   | روتا میلوتایت                                                                           | لیتوانی             | ۲۹ ژوئیه ۲۰۱۳  | مسابقات جهانی                   | بارسلونا, اسپانیا                  | [ ۵۰ ]        |
| ۲۰۰ متر قورباغه          | ۲:۱۷٫۵۵  |      | اوگنیا چیکونوا                                                                          | روسیه               |                | بازی‌های المپیک                  | کازان, روسیه                       | [ ۵۱ ]        |
| ۵۰ متر پروانه            | ۲۵٫۰۷    | (sf) | تریس الشمر                                                                              | سوئد                | ۳۱ ژوئیه ۲۰۰۹  | مسابقات جهانی                   | رم, ایتالیا                        | [ ۵۲ ] [ ۵۳ ] |
| ۱۰۰ متر پروانه           | ۵۴٫۶۰    |      | گرچن والش                                                                               | ایالات متحده آمریکا | ۳ مه ۲۰۲۵      | سری مسابقات حرفه‌ای شنا تایر     | فورت لادردیل, ایالات متحده آمریکا  | [ ۵۴ ]        |
| ۲۰۰ متر پروانه           | ۲:۰۱٫۸۱  |      | لیو زیگه                                                                                | چین                 | ۲۱ اکتبر ۲۰۰۹  | بازی‌های ملی چین                 | جینان, چین                         | [ ۵۵ ]        |
| ۲۰۰ متر مختلط            | ۲:۰۵٫۷۰  |      | سامر مکینتاش                                                                            | کانادا              | ۹ ژوئن ۲۰۲۵    | مسابقات انتخابی کانادا          | ویکتوریا (بریتیش کلمبیا), کانادا   | [ ۵۶ ]        |
| ۴۰۰ متر مختلط            | ۴:۲۳٫۶۵  |      | سامر مکینتاش                                                                            | کانادا              | ۱۱ ژوئن ۲۰۲۵   | مسابقات انتخابی کانادا          | ویکتوریا (بریتیش کلمبیا), کانادا   | [ ۵۷ ]        |
| ۴ × ۱۰۰ متر آزاد امدادی  | ۳:۳۱٫۷۲  |      | (۵۳٫۶۱) اینخه دکر (۵۲٫۳۰) رانومی کروموویدیویو (۵۳٫۰۳) فمک هیمسکرک (۵۲٫۷۸) مرلین فلدهویش | هلند                | ۲۶ ژوئیه ۲۰۰۹  | مسابقات جهانی                   | رم, ایتالیا                        | [ ۵۸ ] [ ۵۹ ] |
| ۴ × ۲۰۰ متر آزاد امدادی  | ۷:۴۲٫۰۸  |      | (۱:۵۵٫۴۷) یانگ یو (۱:۵۵٫۷۹) ژو کیانوی (۱:۵۶٫۰۹) لیو جینگ (۱:۵۴٫۷۳) پنگ جیایینگ          | چین                 | ۳۰ ژوئیه ۲۰۰۹  | مسابقات جهانی                   | رم, ایتالیا                        | [ ۶۰ ] [ ۶۱ ] |
| ۴ × ۱۰۰ متر مختلط امدادی | ۳:۴۹٫۳۴  |      | (۵۷٫۵۷) ریگن اسمیت (شناگر) (۱:۰۴٫۲۷) کیت داگلاس (۵۴٫۹۸) گرچن والش (۵۲٫۵۲) توری هاسکه    | ایالات متحده آمریکا | ۳ اوت ۲۰۲۵     | قهرمانی جهان                    | سنگاپور, سنگاپور                   | [ ۶۲ ]        |

Legend: # – Record awaiting ratification by FINA; 
 Records not set in finals: h – heat; sf – semifinal; r – relay 1st leg; rh – relay heat 1st leg; b – B final; † – en route to final mark; tt – time trial 

## مسافت کوتاه (۲۵ متر)

### مردان
| رویداد                   | زمان     |    | نام                                                                                  | ملیت                | تاریخ           | رقابت                      | میزبان                         | منبع          |
| ------------------------ | -------- | -- | ------------------------------------------------------------------------------------ | ------------------- | --------------- | -------------------------- | ------------------------------ | ------------- |
| ۵۰ متر آزاد              | ۱۹٫۹۰    | sf | جوردن کروکس                                                                          | جزایر کیمن          | ۱۴ دسامبر ۲۰۲۴  | مسابقات جهانی شنا (۲۵ متر) | بوداپست, مجارستان              | [ ۶۳ ] [ ۶۴ ] |
| ۱۰۰ متر آزاد             | ۴۴٫۹۴    |    | آموری لیویوکس                                                                        | فرانسه              | ۱۳ دسامبر ۲۰۰۸  | مسابقات اروپا              | رییکا, کرواسی                  | [ ۶۵ ] [ ۶۶ ] |
| ۲۰۰ متر آزاد             | ۱:۳۸٫۶۱  |    | لوک هابسون                                                                           | ایالات متحده آمریکا | ۱۵ دسامبر ۲۰۲۴  | مسابقات جهانی شنا (۲۵ متر) | بوداپست, مجارستان              | [ ۶۷ ] [ ۶۸ ] |
| ۴۰۰ متر آزاد             | ۳:۳۲٫۲۵  |    | یانیک اگنل                                                                           | فرانسه              | ۱۵ نوامبر ۲۰۱۲  | مسابقات فرانسه             | آنژه, فرانسه                   | [ ۶۹ ]        |
| ۸۰۰ متر آزاد             | ۷:۲۳٫۴۲  |    | گرنت هاکت                                                                            | استرالیا            | ۲۰ ژوئیه ۲۰۰۸   | مسابقات ویکتوریا           | ملبورن, استرالیا               | [ ۷۰ ]        |
| ۱۵۰۰ متر آزاد            | ۱۴:۰۶٫۸۸ |    | فلورین ولبروک                                                                        | آلمان               |                 | مسابقات جهانی              | ابوظبی, امارات متحده عربی      |               |
| ۱۰۰ متر کرال پشت         | ۴۸٫۹۴    | r  | نیک تومان                                                                            | ایالات متحده آمریکا | ۱۸ دسامبر ۲۰۰۹  | Duel in the Pool           | منچستر, بریتانیا               | [ ۷۱ ]        |
| ۲۰۰ متر کرال پشت         | ۱:۴۶٫۱۱  |    | آرکادی ویاتکانین                                                                     | روسیه               | ۱۵ نوامبر ۲۰۰۹  | World Cup                  | برلین, آلمان                   | [ ۷۲ ]        |
| ۵۰ متر قورباغه           | ۲۵٫۲۵    |    | کامرون فن در بورگ                                                                    | آفریقای جنوبی       | ۱۴ نوامبر ۲۰۰۹  | مسابقات جهانی              | برلین, آلمان                   | [ ۷۲ ]        |
| ۱۰۰ متر قورباغه          | ۵۵٫۶۱    |    | کامرون فن در بورگ                                                                    | آفریقای جنوبی       | ۱۵ نوامبر ۲۰۰۹  | مسابقات جهانی              | برلین, آلمان                   | [ ۷۲ ]        |
| ۲۰۰ متر قورباغه          | ۲:۰۰٫۶۷  |    | دنیل یورتا                                                                           | مجارستان            | ۱۳ دسامبر ۲۰۰۹  | مسابقات اروپا              | استانبول, ترکیه                | [ ۷۳ ]        |
| ۵۰ متر پروانه            | ۲۱٫۳۲    |    | نوئه پونتی                                                                           | سوئیس               | ۱۱ نوامبر ۲۰۲۴  | مسابقات جهانی شنا (۲۵ متر) | بوداپست, مجارستان              | [ ۷۴ ]        |
| ۱۰۰ متر پروانه           | ۴۷٫۷۱    |    | نوئه پونتی                                                                           | سوئیس               | ۱۴ دسامبر ۱۴۰۳  | مسابقات جهانی شنا (۲۵ متر) | بوداپست, مجارستان              | [ ۷۵ ] [ ۷۶ ] |
| ۲۰۰ متر پروانه           | ۵۸:۶۴٫۱  |    | تومورو هوندا                                                                         | Japan               | ۵ 22 اکتبر 2022 | مسابقات قهرمانی ژاپن       | توکیو, ژاپن                    |               |
| ۱۰۰ متر مختلط            | ۵۰٫۷۱    | sf | رایان لاکتی                                                                          | United States       | ۱۵ دسامبر ۲۰۱۲  | مسابقات جهانی              | استانبول, ترکیه                | [ ۷۷ ]        |
| ۲۰۰ متر مختلط            | ۱:۴۹٫۶۳  |    | رایان لاکتی                                                                          | United States       | ۱۴ دسامبر ۲۰۱۲  | مسابقات جهانی              | استانبول, ترکیه                | [ ۷۸ ]        |
| ۴۰۰ متر مختلط            | ۳:۵۵٫۵۰  |    | رایان لاکتی                                                                          | ایالات متحده آمریکا | ۱۶ دسامبر ۲۰۱۰  | مسابقات جهانی              | دبی، امارات, امارات متحده عربی | [ ۷۹ ]        |
| ۴ × ۱۰۰ متر آزاد امدادی  | ۳:۰۱٫۶۶  |    | (۴۵٫۰۵) جک الکسی (۴۵٫۱۸) لوک هابسون (۴۶٫۰۱) کیرن اسمیت (۴۵٫۴۲) کریس جولیانو          | ایالات متحده آمریکا | ۱۰ دسامبر ۲۰۲۴  | مسابقات جهانی شنا (۲۵ متر) | بوداپست, مجارستان              | [ ۸۰ ] [ ۸۱ ] |
| ۴ × ۲۰۰ متر آزاد امدادی  | ۶:۴۰٫۵۱  |    | (۱:۳۸٫۹۱) لوک هابسون (۱:۴۰٫۷۷) کارسون فاستر (۱:۴۰٫۳۴) شین کاساس (۱:۴۰٫۴۹) کیرن اسمیت | ایالات متحده آمریکا | ۱۳ دسامبر ۲۰۲۴  | مسابقات جهانی شنا (۲۵ متر) | بوداپست, مجارستان              | [ ۸۲ ] [ ۸۳ ] |
| ۴ × ۱۰۰ متر مختلط امدادی | ۳:۱۸٫۶۸  |    | (۴۹٫۳۱) میرون لیفینتسف (۵۵٫۱۵) کریل پریگودا (۴۸٫۸۰) آندری میناکوف (۴۵٫۴۲) یگور کورنف | روسیه               | ۱۴ دسامبر ۲۰۲۴  | مسابقات جهانی شنا (۲۵ متر) | بوداپست, مجارستان              | [ ۸۴ ] [ ۸۵ ] |

Legend: # – Record awaiting ratification by FINA; 
 Records not set in finals: h – heat; sf – semifinal; r – relay 1st leg; rh – relay heat 1st leg; b – B final; † – en route to final mark; tt – time trial 

### زنان
| رویداد                   | زمان                                       |    | نام                                                                                     | ملیت                | تاریخ          | رقابت                              | میزبان                      | منبع            |
| ------------------------ | ------------------------------------------ | -- | --------------------------------------------------------------------------------------- | ------------------- | -------------- | ---------------------------------- | --------------------------- | --------------- |
| ۵۰ متر آزاد              | ۲۲٫۸۳                                      |    | گرچن والش                                                                               | USA                 | ۱۵ دسامبر ۲۰۲۴ | مسابقات جهانی شنا (۲۵ متر)         | بوداپست, مجارستان           | [ ۸۶ ] [ ۸۷ ]   |
| ۱۰۰ متر آزاد             | ۵۲٫۰۷                                      |    | بریتا استفن                                                                             | آلمان               | ۳۱ ژوئیه ۲۰۰۹  | مسابقات جهانی                      | رم, ایتالیا                 | [ ۸۸ ] [ ۸۹ ]   |
| ۲۰۰ متر آزاد             | ۱:۵۲٫۹۸                                    |    | فدریکا پلگرینی                                                                          | ایتالیا             | ۲۹ ژوئیه ۲۰۰۹  | مسابقات جهانی                      | رم, ایتالیا                 | [ ۹۰ ] [ ۹۱ ]   |
| ۴۰۰ متر آزاد             | ۳:۵۸٫۳۷                                    |    | کتی لدکی                                                                                | United States       | ۲۳ اوت ۲۰۱۴    | مسابقات پان پاسیفیک                | گلد کوست, استرالیا          | [ ۹۲ ]          |
| ۸۰۰ متر آزاد             | ۸:۱۱٫۰۰                                    |    | کتی لدکی                                                                                | United States       | ۲۲ ژوئن ۲۰۱۴   | Woodlands Senior Invitational Meet | شنندوا, ایالات متحده آمریکا | [ ۹۳ ]          |
| ۱۵۰۰ متر آزاد            | ۱۵:۲۸٫۳۶                                   |    | کتی لدکی                                                                                | United States       | ۲۴ اوت ۲۰۱۴    | مسابقات پان پاسیفیک                | گلد کوست, استرالیا          | [ ۹۴ ]          |
| ۵۰ متر کرال پشت          | ۲۵٫۲۳                                      |    | [ریگن اسمیت                                                                             | ایالات متحده آمریکا | ۱۲ دسامبر ۲۰۲۴ | مسابقات جهانی شنا (۲۵ متر)         | بوداپست, مجارستان           | [ ۹۵ ] [ ۹۶ ]   |
| ۱۰۰ متر کرال پشت         | ۵۴٫۰۲                                      |    | [ریگن اسمیت                                                                             | ایالات متحده آمریکا | ۱۵ دسامبر ۲۰۲۴ | مسابقات جهانی شنا (۲۵ متر)         | بوداپست, مجارستان           | [ ۹۷ ] [ ۹۸ ]   |
| ۲۰۰ متر کرال پشت         | ۱:۵۸٫۰۴                                    |    | ریگن اسمیت                                                                              | ایالات متحده آمریکا | ۱۵ دسامبر ۲۰۲۴ | مسابقات جهانی شنا (۲۵ متر)         | بوداپست, مجارستان           | [ ۹۹ ] [ ۱۰۰ ]  |
| ۵۰ متر قورباغه           | ۲۹٫٣٧                                      | sf | روتا میلوتایت                                                                           | لیتوانی             | ۱۷ دسامبر ۲۰۲۲ | مسابقات جهانی شنا                  | ملبورن, استرالیا            |                 |
| ۱۰۰ متر قورباغه          | ۱:۰۴٫۳۵                                    | sf | روتا میلوتایت                                                                           | لیتوانی             | ۲۹ ژوئیه ۲۰۱۳  | مسابقات جهانی                      | بارسلون, اسپانیا            | [ ۱۰۱ ]         |
| ۲۰۰ متر قورباغه          | ۲:۱۲٫۵۰                                    |    | کیت داگلاس                                                                              | ایالات متحده آمریکا | ۱۳ دسامبر ۲۰۲۴ | مسابقات جهانی شنا (۲۵ متر)         | بوداپست, مجارستان           | [ ۱۰۲ ]         |
|                          | ۲۳٫۹۴                                      | sf | گرچن والش                                                                               | Sweden              | ۲۰ دسامبر ۱۴۰۳ | مسابقات جهانی شنا (۲۵ متر)         | بوداپست, مجارستان           | [ ۱۰۳ ] [ ۱۰۴ ] |
| ۱۰۰ متر پروانه           | ۵۲٫۷۱                                      |    | گرچن والش                                                                               | USA                 | ۲۴ دسامبر ۱۴۰۳ | مسابقات جهانی شنا (۲۵ متر)         | بوداپست, مجارستان           | [ ۱۰۵ ] [ ۱۰۶ ] |
| ۲۰۰ متر پروانه           | ۴:۱۵٫۴۸                                    |    | سامر مکینتاش                                                                            | کانادا              | ۱۴ دسامبر ۲۰۲۴ | مسابقات جهانی شنا (۲۵ متر)         | بوداپست, مجارستان           | [ ۱۰۷ ] [ ۱۰۸ ] |
| ۲۰۰ متر مختلط            | ۲:۰۶٫۱۵ (۲۷٫۷۲; ۳۱٫۵۲; ۳۷٫۰۷; ۲۹٫۸۴)       |    | آریانا کوکورس                                                                           | ایالات متحده آمریکا | ۲۷ ژوئیه ۲۰۰۹  | مسابقات جهانی                      | رم, ایتالیا                 | [ ۱۰۹ ] [ ۱۱۰ ] |
| ۴۰۰ متر مختلط            | ۴:۲۸٫۴۳ (۱:۰۲٫۱۹; ۱:۰۹٫۵۴; ۱:۱۸٫۰۲; ۵۸٫۶۸) |    | یه شیون                                                                                 | چین                 | ۲۸ ژوئیه ۲۰۱۲  | بازی‌های المپیک                     | لندن, بریتانیا              | [ ۱۱۱ ]         |
| ۴ × ۱۰۰ متر آزاد امدادی  | ۳:۲۵٫۰۱                                    |    | (۵۰٫۹۵) کیت داگلاس (۵۱٫۳۸) کاتارین برکوف (۵۲٫۰۱) الکس شکل (۵۰٫۶۷) گرچن والش             | USA                 | ۱۰ دسامبر ۲۰۲۴ | مسابقات جهانی شنا (۲۵ متر)         | بوداپست, مجارستان           | [ ۱۱۲ ] [ ۱۱۳ ] |
| ۴ × ۲۰۰ متر آزاد امدادی  | ۷:۳۰٫۱۳                                    |    | (۱:۵۳٫۲۵) الکساندرا والش (۱:۵۳٫۱۸) پیج مدن (۱:۵۳٫۳۹) کیتی گرایمز (۱:۵۰٫۳۱) کلر واینستین | USA                 | ۱۲ دسامبر ۲۰۲۴ | مسابقات جهانی شنا (۲۵ متر)         | بوداپست, مجارستان           | [ ۱۱۴ ] [ ۱۱۵ ] |
| ۴ × ۱۰۰ متر مختلط امدادی | ۳:۴۰٫۴۱                                    |    | (۵۴٫۰۲) ریگن اسمیت (شناگر) (۱:۰۳٫۰۲) لیلی کینگ (۵۲٫۸۴) گرچن والش (۵۰٫۵۳) کیت داگلاس     | USA                 | ۱۵ دسامبر ۲۰۲۴ | مسابقات جهانی شنا (۲۵ متر)         | بوداپست, مجارستان           | [ ۱۱۶ ] [ ۱۱۷ ] |

Legend: # – Record awaiting ratification by FINA; 
 Records not set in finals: h – heat; sf – semifinal; r – relay 1st leg; rh – relay heat 1st leg; b – B final; † – en route to final mark; tt – time trial 

### امدادهای مختلط
| رویداد                   | زمان    |  | نام                                                                                      | ملیت  | تاریخ          | رقابت                      | میزبان            | منبع            |
| ------------------------ | ------- |  | ---------------------------------------------------------------------------------------- | ----- | -------------- | -------------------------- | ----------------- | --------------- |
| ۴ × ۱۰۰ متر مختلط امدادی | ۳:۳۰٫۴۷ |  | (۴۸٫۹۰) میرون لیفینتسف (۵۴٫۸۶) کریل پریگودا (۵۵٫۶۳) آرینا سورکووا (۵۱٫۰۸) داریا کلپیکووا | روسیه | ۱۴ دسامبر ۲۰۲۴ | مسابقات جهانی شنا (۲۵ متر) | بوداپست, مجارستان | [ ۱۱۸ ] [ ۱۱۹ ] |

Legend: # – Record awaiting ratification by FINA; 
 Records not set in finals: h – heat; sf – semifinal; r – relay 1st leg; rh – relay heat 1st leg; b – B final; † – en route to final mark; tt – time trial 

## رکوردها

### بر پایه کشور
| رکورد tally | کشور                | LC  | SC  | مجموع | LC | SC | مجموع |
| رکورد tally | کشور                | مرد | مرد | مرد   | زن | زن | زن    |
| ----------- | ------------------- | --- | --- | ----- | -- | -- | ----- |
| ۳۰          | ایالات متحده آمریکا | ۹   | ۶   | ۱۵    | ۸  | ۷  | ۱۵    |
| ۸           | چین                 | ۲   |     | ۲     | ۴  | ۲  | ۶     |
| ۶           | آلمان               | ۲   | ۲   | ۴     | ۲  |    | ۲     |
| ۵           | فرانسه              |     | ۲   | ۲     |    | ۳  | ۳     |
| ۵           | آفریقای جنوبی       | ۲   | ۳   | ۵     |    |    |       |
| ۴           | هلند                |     |     |       | ۱  | ۳  | ۴     |
| ۴           | روسیه               |     | ۴   | ۴     |    |    |       |
| ۳           | بریتانیای کبیر      | ۱   |     | ۱     | ۲  |    | ۲     |
| ۳           | ایتالیا             |     |     |       | ۲  | ۱  | ۳     |
| ۳           | برزیل               | ۲   | ۱   | ۳     |    |    |       |
| ۳           | استرالیا            |     | ۲   | ۲     |    | ۱  | ۱     |
| ۲           | سوئد                |     |     |       | ۱  | ۱  | ۲     |
| ۲           | ژاپن                | ۱   |     | ۱     |    | ۱  | ۱     |
| ۱           | مجارستان            |     | ۱   | ۱     |    |    |       |
| ۱           | کرواسی              |     |     |       |    | ۱  | ۱     |
| ۱           | دانمارک             |     |     |       |    | ۱  | ۱     |
| ۱           | اسپانیا             | ۱   |     | ۱     |    |    |       |

### بر پایه ورزشکار (مرد)
| رکوردها | نام               | ملیت                | رویداد |
| ------- | ----------------- | ------------------- | --- |
| ۷       | مایکل فلپس        | ایالات متحده آمریکا | 100 m butterfly LC 200 m butterfly LC 400 m individual medley LC ۴×100 m freestyle relay LC ۴×200 m freestyle relay LC ۴×100 m medley relay LC ۴×100 m freestyle relay SC |
| ۵       | رایان لاکتی       | ایالات متحده آمریکا | 200 m individual medley LC ۴×200 m freestyle relay LC 100 m individual medley SC 200 m individual medley SC 400 m individual medley SC                                    |
| ۴       | کامرون فن در بورگ | آفریقای جنوبی       | 50 m breaststroke SC 100 m breaststroke SC 50 m breaststroke LC 100 m breaststroke LC                                                                                     |
| ۳       | پل بیدرمن         | آلمان               | 200 m freestyle LC 400 m freestyle LC 200 m freestyle SC |
| ۳       | ایرن پیرسل        | ایالات متحده آمریکا | 100 m backstroke LC 200 m backstroke LC ۴×100 m medley relay LC |

### بر پایه ورزشکار (زن)
| رکوردها | نام            | ملیت                | رویداد |
| ------- | -------------- | ------------------- | --- |
| ۵       | ربکا سانی      | ایالات متحده آمریکا | 200 m breaststroke LC ۴×100 m medley relay LC 100 m breaststroke SC 200 m breaststroke SC ۴×100 m medley relay SC |
| ۴       | میسی فرانکلین  | ایالات متحده آمریکا | 200 m backstroke LC ۴×100 m medley relay LC 200 m backstroke SC ۴×100 m medley relay SC                           |
| ۳       | جسیکا هاردی    | ایالات متحده آمریکا | 100 m breaststroke LC 50 m breaststroke LC 50 m breaststroke SC                                                   |
| ۳       | فدریکا پلگرینی | ایتالیا             | 200 m freestyle LC 400 m freestyle LC 200 m freestyle SC                                                          |
| ۳       | مرلین فلدهویش  | هلند                | ۴×100 m freestyle relay LC 50 m freestyle SC ۴×100 m freestyle relay SC                                           |

## نگارخانه

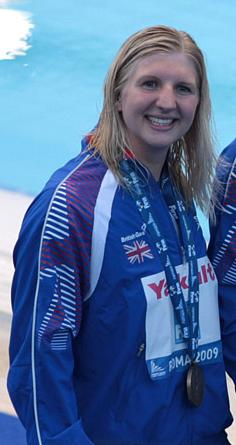
ربکا آدلینگتون
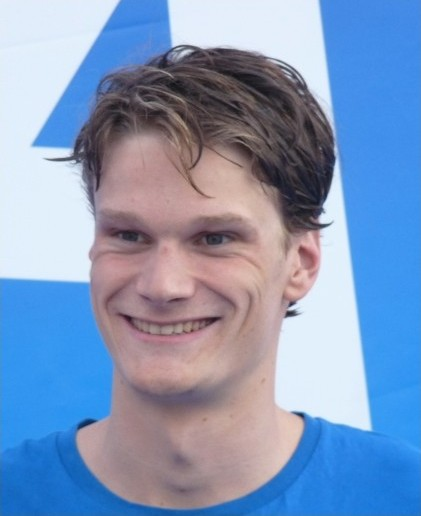
یانیک اگنل
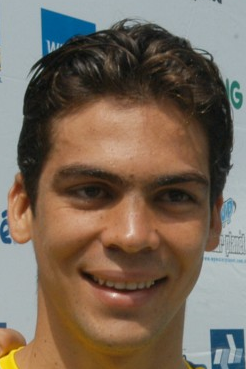
کایو ده آلمیدا
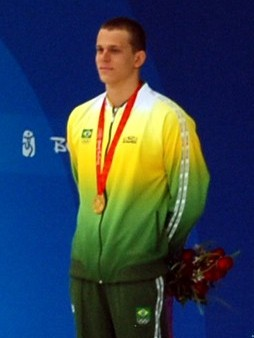
سزار سیه‌لو
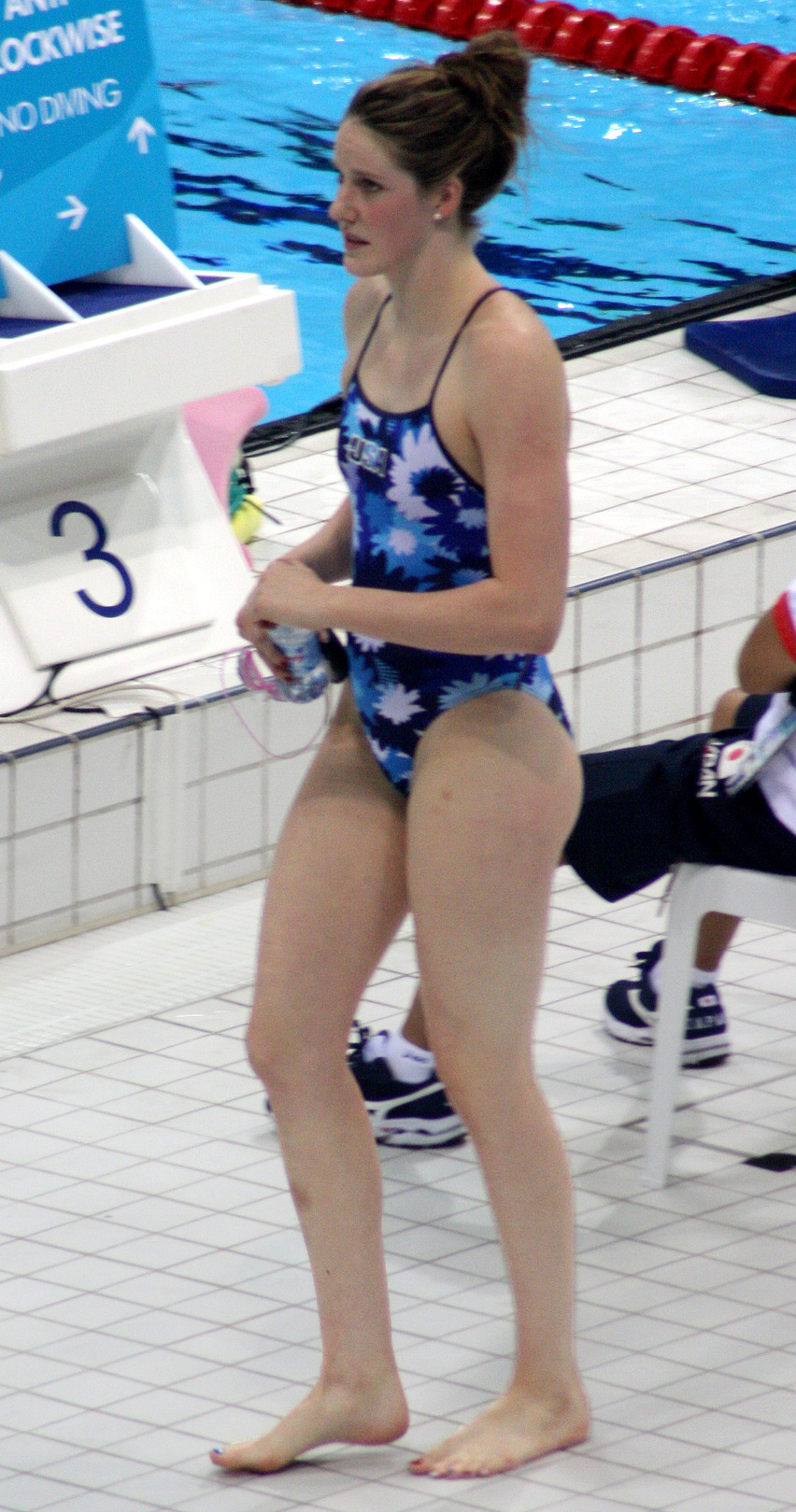
میسی فرانکلین
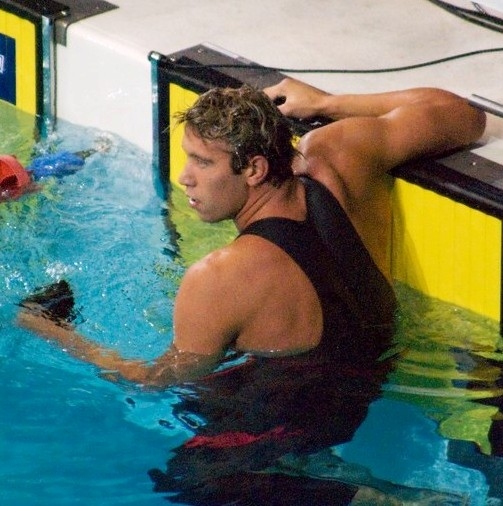
مت گرورس
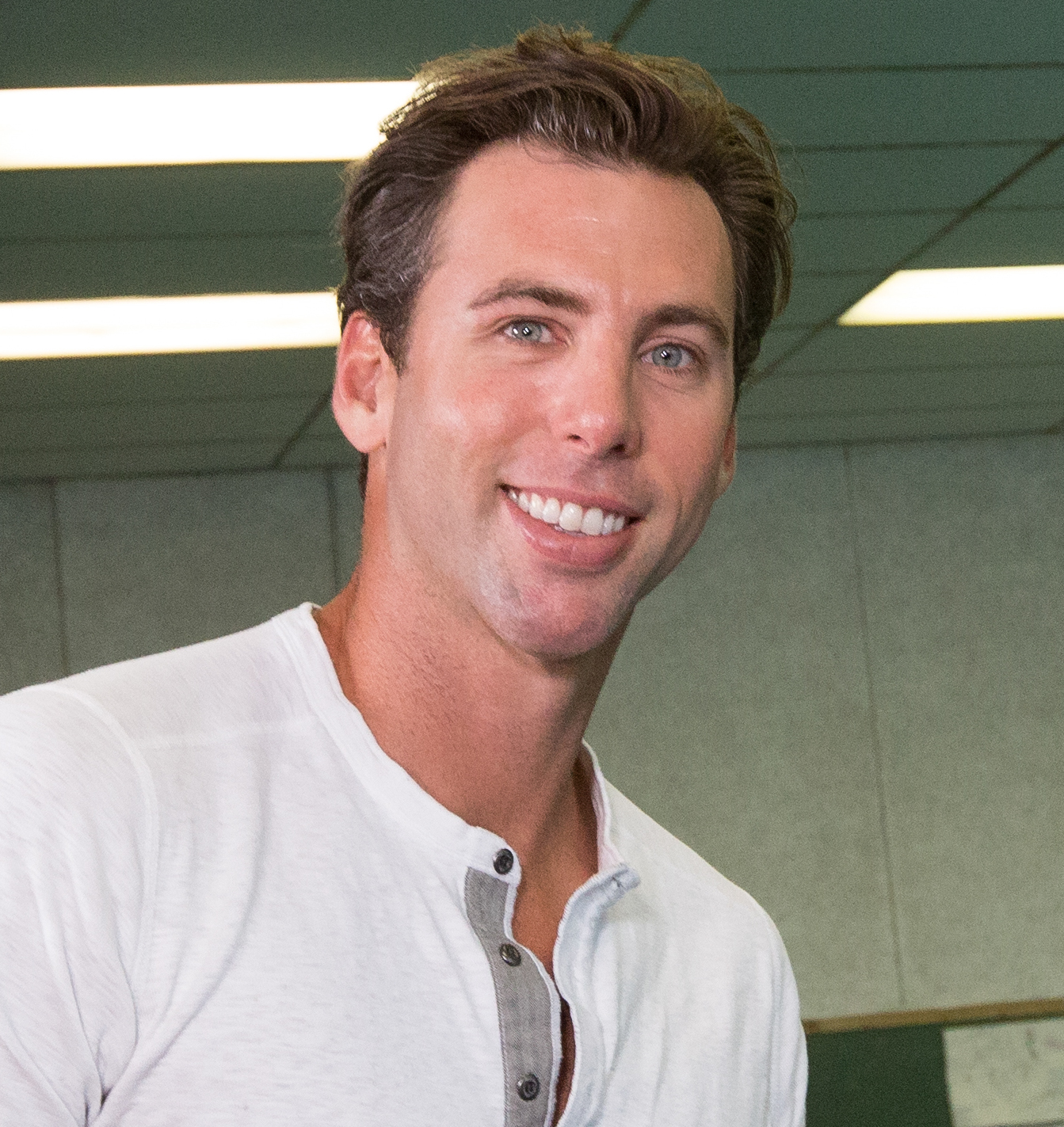
گرنت هاکت
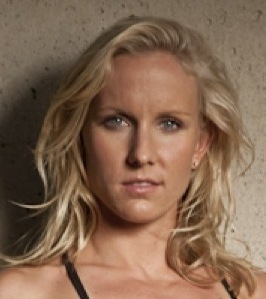
جسیکا هاردی
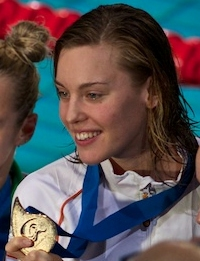
فمک هیمسکرک
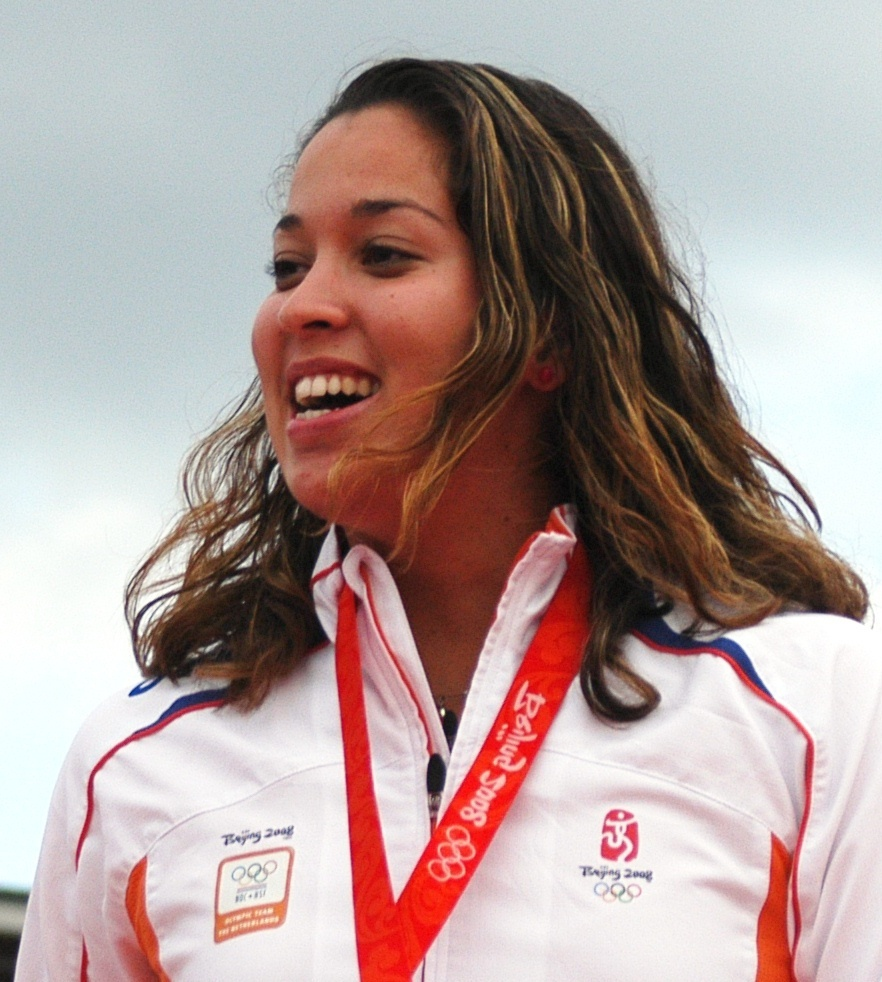
رانومی کروموویدیویو
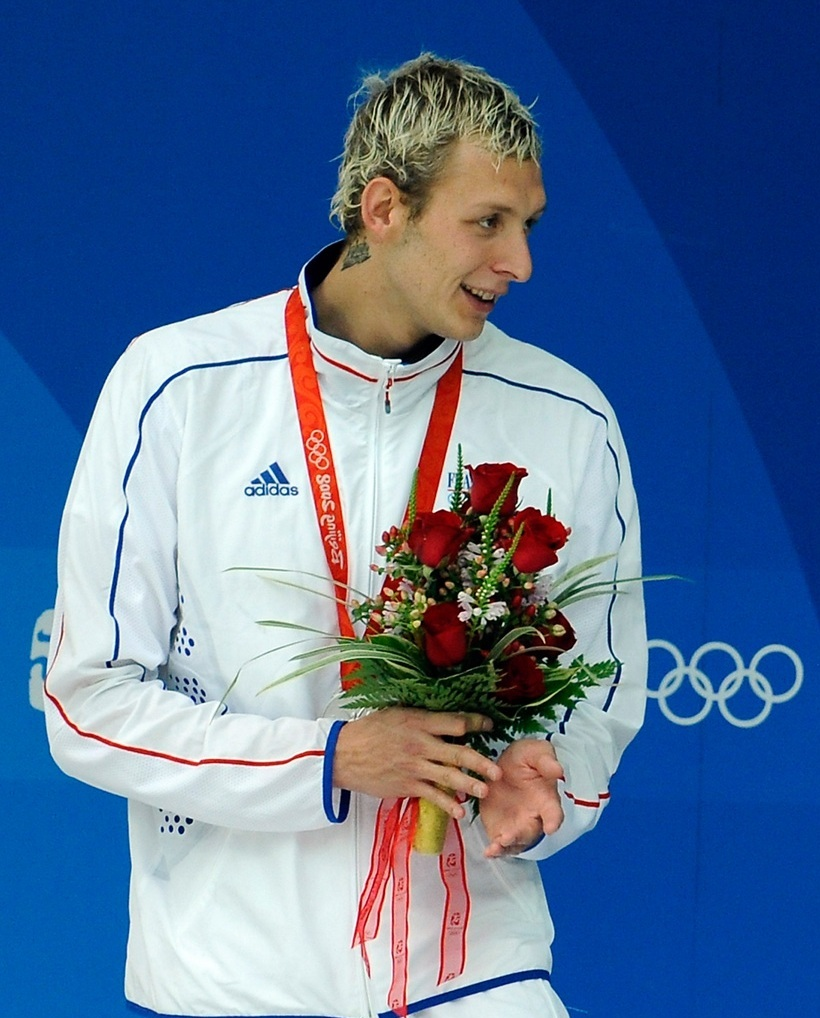
آموری لیویوکس
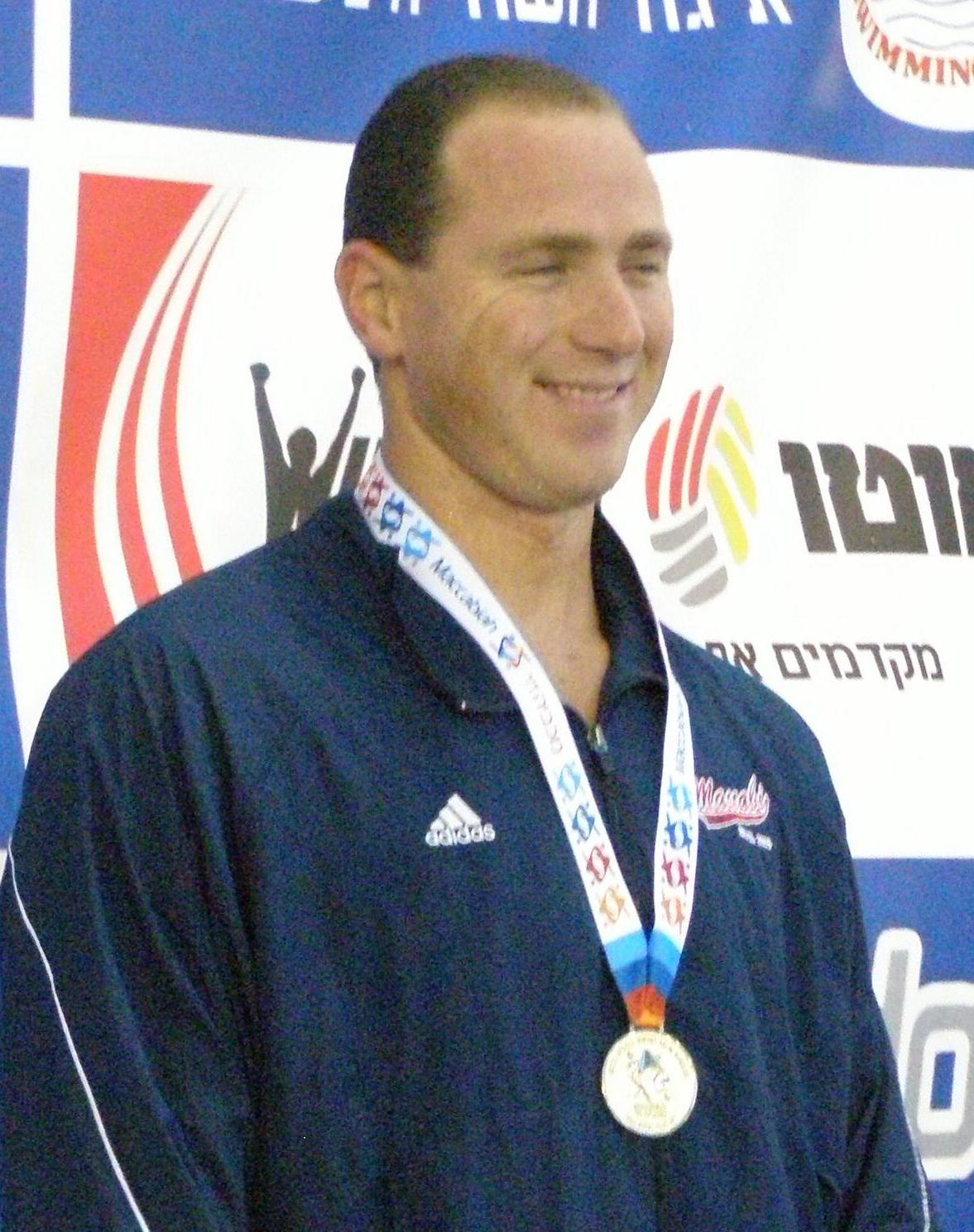
جیسون لازاک
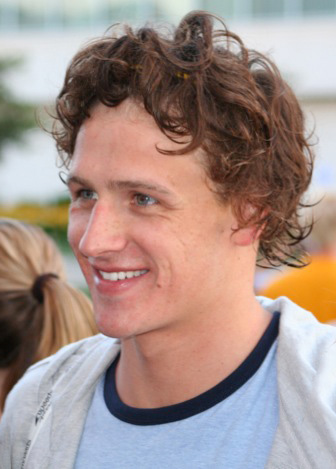
رایان لاکتی
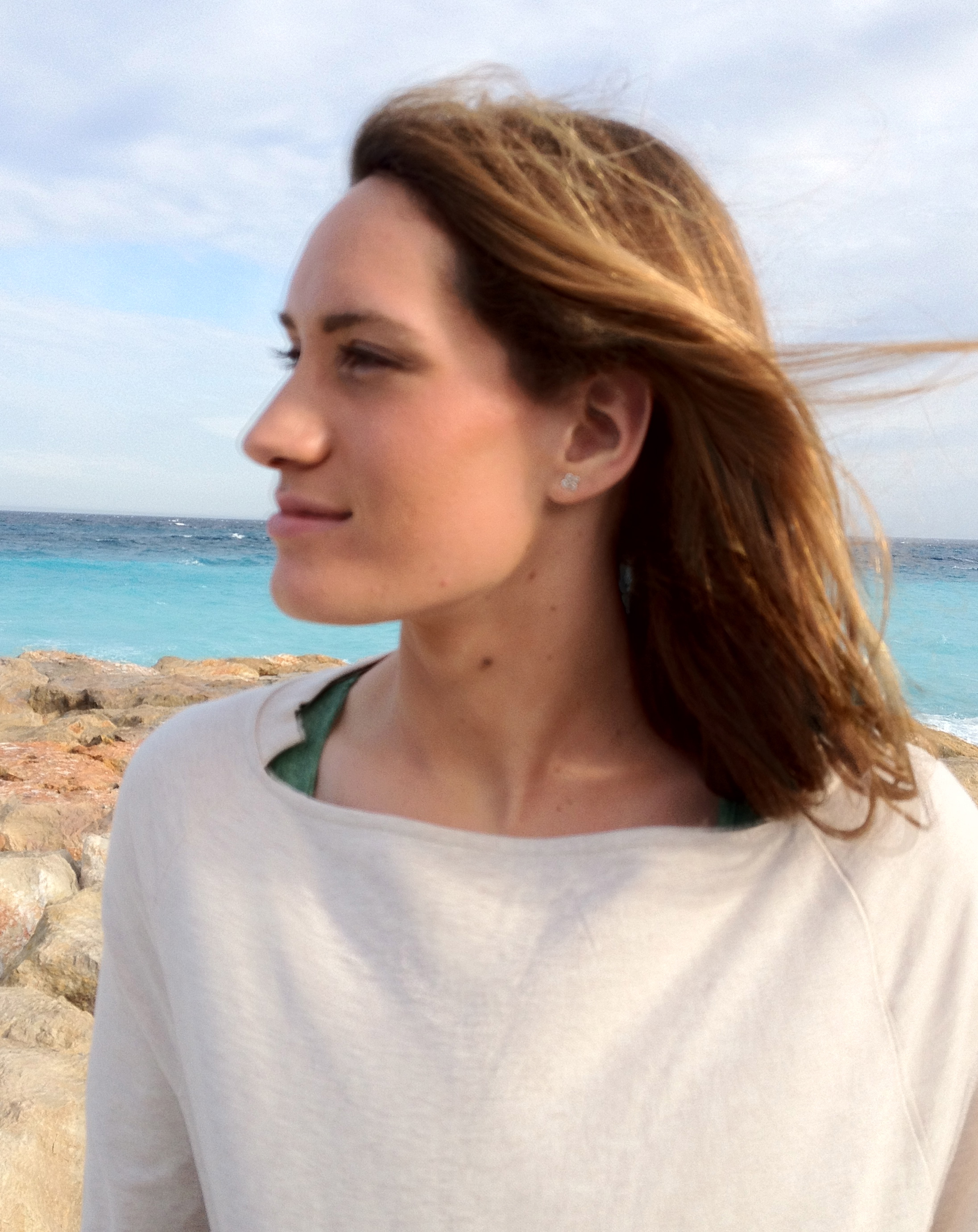
کمیل موفات
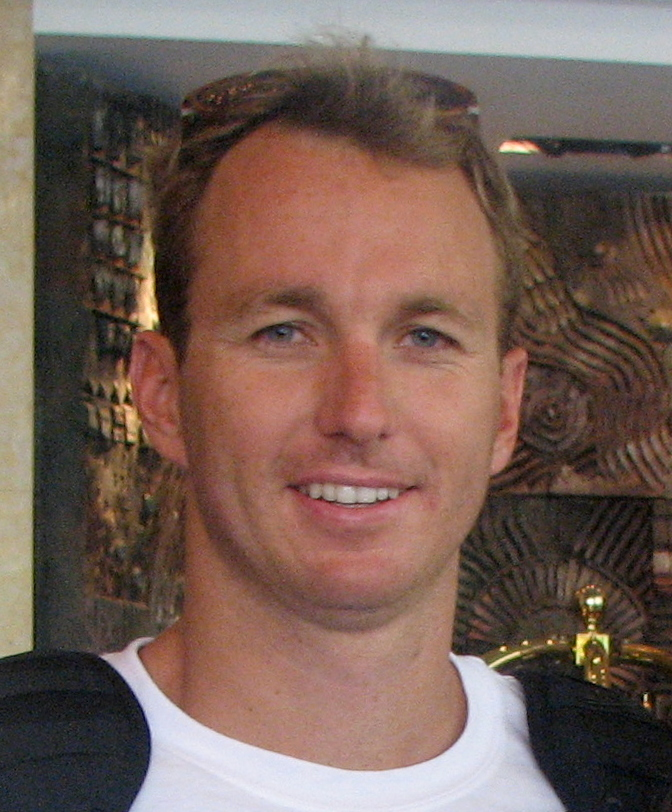
ایرن پیرسل
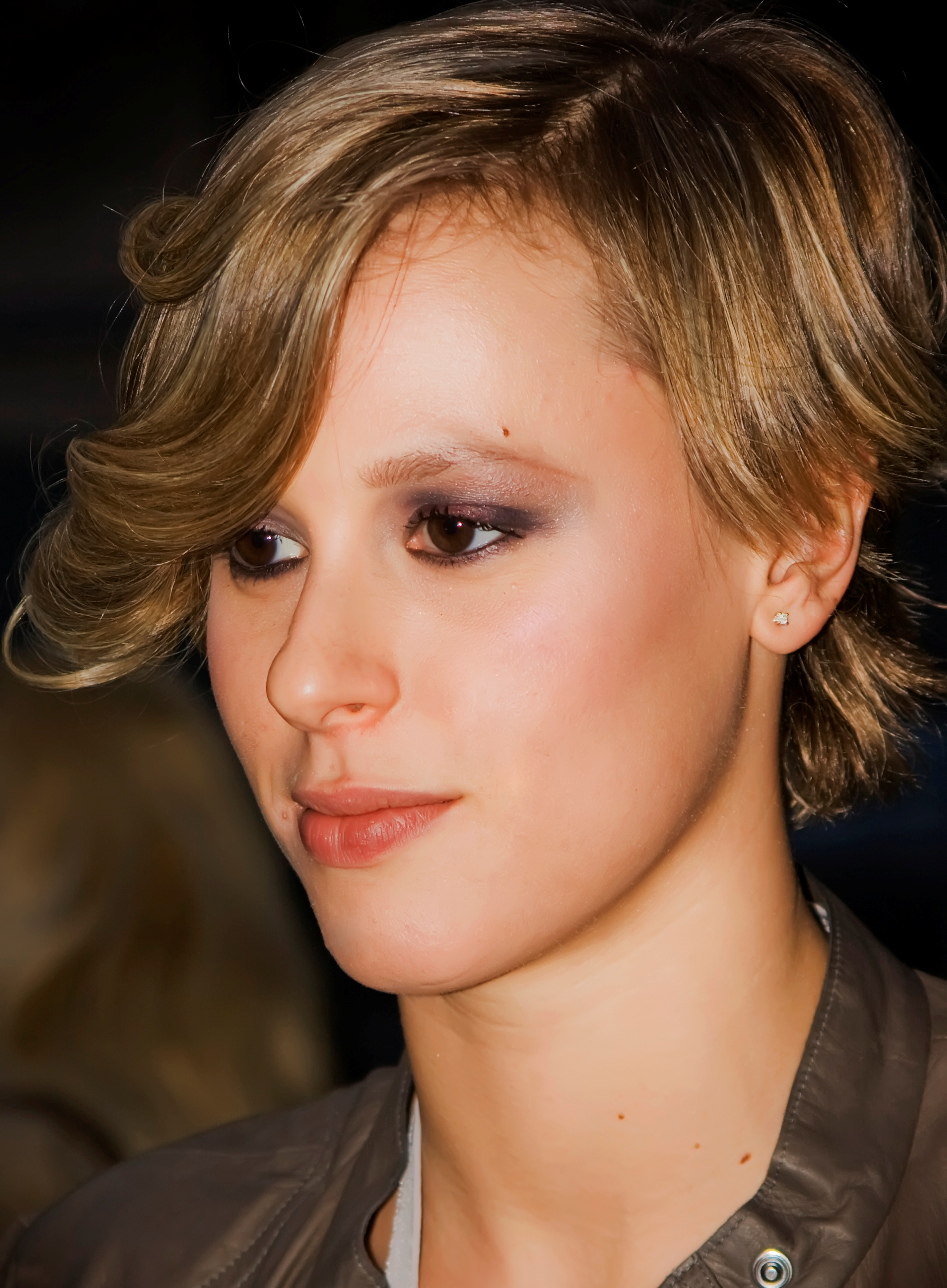
فدریکا پلگرینی
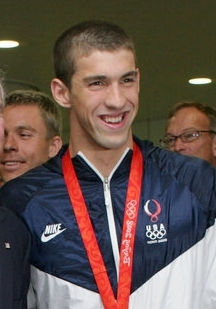
مایکل فلپس
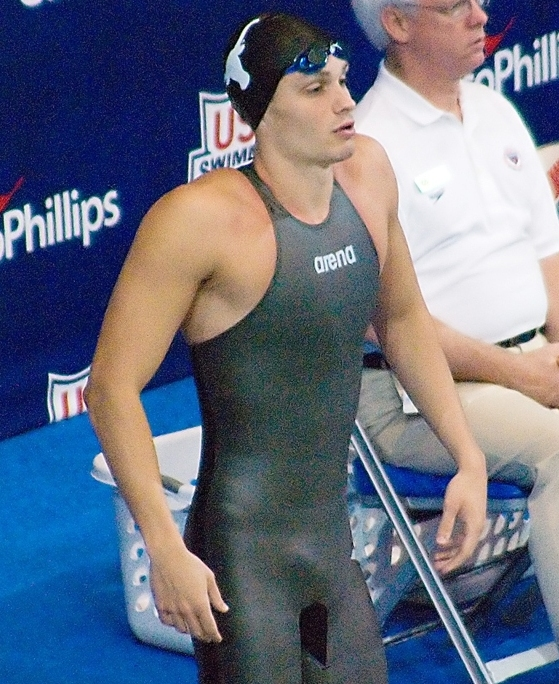
اریک شانتوا
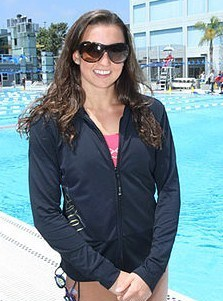
ربکا سانی
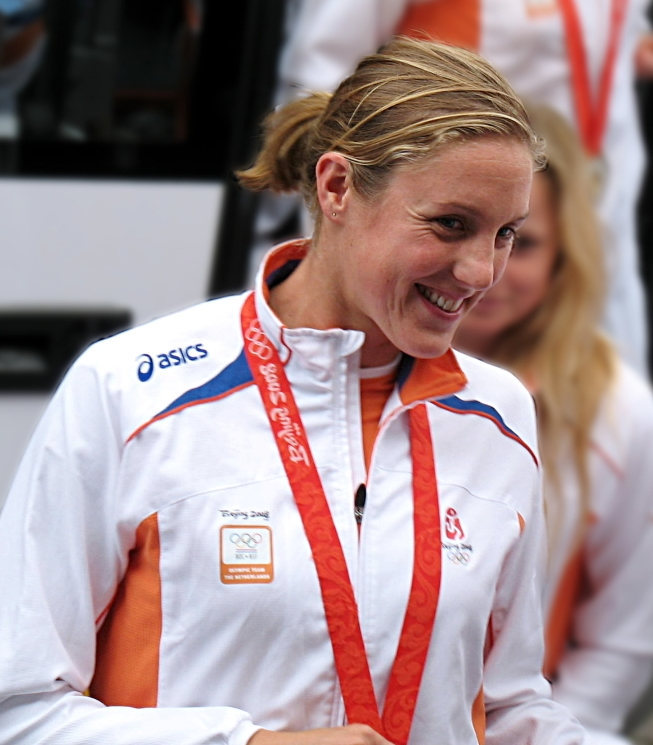
مرلین فلدهویش